# São José do Sabugi
São José do Sabugi är en kommun i Brasilien.   Den ligger i delstaten Paraíba, i den östra delen av landet, 1 600 km nordost om huvudstaden Brasília. Antalet invånare är 4 010.
Omgivningarna runt São José do Sabugi är huvudsakligen savann. Runt São José do Sabugi är det glesbefolkat, med 19 invånare per kvadratkilometer.